# Markušica
Markušica (srp. ćir. Маркушица; mađ. Márkusfalva; njem. Sankt Markus), je naselje i općina u Hrvatskoj, u Vukovarsko-srijemskoj županiji. Općina se nalazi na južnoj obali rijeke Vuke i sjeverozapadno od grada Vinkovaca.
Suvremena općina osnovana je 1997. godine na temelju odluke prijelazne uprave UNTAES kako bi se srpskoj nacionalnoj manjini u Podunavlju osigurala zastupljenost u lokalnoj samoupravi. Uz Markušicu, u sastavu općine su i naselja Gaboš, Karadžićevo, Ostrovo i Podrinje.

## Zemljopis
Ukupna površina Općine Markušica iznosi 74,43 km2. Općina je s ostatkom zemlje povezana državnom cestom D518 i željezničkom prugom Vinkovci – Osijek.
- Geografski položaj općine i naselja Markušica

## Stanovništvo
Etničke grupe u Markušici (2011.)
██ Srbi (90,10 %)
██ Hrvati (8,18 %)
██ Ostali (1,72 %)
Po popisu stanovništva iz 2011. godine, Markušica ima 2,555 stanovnika, od čega 90,10 % čine Srbi. Drugu najbrojniju grupu činili su Hrvati s 8,18 % stanovništva. Među ostalim popisanim našli su se i Albanci 0,04 %, Česi 0,04 %, Mađari 0,39 %, Makedonci 0,04 %, Nijemci 0,04 %, Slovaci 0,04 %, Ukrajinci 0,04 %, nacionalno izjašnjeni po vjerskoj pripadnosti 0,12 %, neizjašnjenih 0,94 % i nepoznate nacionalnosti 0,04 %.

### Jezici
Temeljem Ustavnog zakona o pravima nacionalnim manjina Općina Markušica je uz hrvatski jezik, u ravnopravnu službenu uporabu na području ove općine uvela i srpski jezik i ćirilično pismo.
| broj stanovnika | 2235  | 2628  | 2385  | 2736  | 3044  | 2972  | 2819  | 3957  | 3684  | 3966  | 4225  | 4219  | 3737  | 3712  | 3053  | 2555  | 1773  |
|                 | 1857. | 1869. | 1880. | 1890. | 1900. | 1910. | 1921. | 1931. | 1948. | 1953. | 1961. | 1971. | 1981. | 1991. | 2001. | 2011. | 2021. |

| broj stanovnika | 1003  | 1224  | 1066  | 1202  | 1428  | 1392  | 1355  | 1762  | 1410  | 1436  | 1550  | 1545  | 1117  | 1371  | 1160  | 1009  | 733   |
|                 | 1857. | 1869. | 1880. | 1890. | 1900. | 1910. | 1921. | 1931. | 1948. | 1953. | 1961. | 1971. | 1981. | 1991. | 2001. | 2011. | 2021. |

## Uprava

### Zajedničko vijeće općina
Markušica su jedna od sedam općina u hrvatskom Podunavlju koje sudjeluju u radu Zajedničkog vijeća općina, sui generis tijela koje usklađuje interese srpske zajednice u istočnoj Slavoniji, Baranji i zapadnom Srijemu na području Osječko-baranjske i Vukovarsko-srijemske županije. Iz Općine Markušica, kao podunavske općine sa srpskom većinom, biraju se 2 predstavnika u Skupštinu ZVO-a.

### Općinska uprava
Općinsko vijeće Markušice čini 13 izabranih predstavnika koji se biraju na lokalnim izborima. Dominantna politička stranka na lokalim izborima u Markušici od završetka procesa mirne reintegracije 1998. godine je Samostalna demokratska srpska stranka. Na lokalnim izborima 2017. godine sudjelovalo je 681 ili 33,32 % od 2044 upisanih glasača.

## Povijest
Najstariji ilirsko-keltski skordisciški arheološki nalazi na području Općine Markušica otkriveni su tijekom hitnih arheoloških radova 1970-ih i 1980-ih. Arheološki nalazi bili su povezani s nalazima iz istoga razdoblja iz naselja na području današnjih Vinkovaca.
Prije osmanlijskih osvajanja Slavonije Markušica je bila jedno od feudalnih naselja. Pravoslavno stanovništvo se u značajnijem broju naselilo u Markušici po okončanju Velikog turskog rata. 1736. godine u naselju je bilo naseljeno 40 kuća. Do 1866. godine broj kuća u naselju je porastao na 192 dok je broj stanovnika porastao na 1003, od kojih je 902 bilo pravoslavnih.

## Gospodarstvo
Markušica spada u red slabije razvijenih općina u Republici Hrvatskoj i klasificirana je kao prva katogorija područja od posebne državne skrbi.

## Galerija Općine Markušica
- Centar Markušice
- Spomenik u Gabošu
- Pravoslavna crkva u Ostrovu
- Karadžićevo

## Poznate osobe
- Dušan Vujnović, glumac

## Spomenici i znamenitosti
- Spomenik palim borcima iz NOB-a
- Na mjesnom groblju je spomenik ruskoj ženi-pilotu Evgeniji Černjiševoj

## Obrazovanje
- Osnovna škola Markušica, prije Osnovna škola »Georgije Jakšić«[6]

## Kultura
Kulturni život u naseljima općine u značajnoj je mjeri usmjeren na aktivnosti domova kulture.

## Crkva
Crkva Silaska Svetoga Duha u Markušici podignuta je 1810., a obnovljena 1989. godine. Ikonostas je slikao Jovan Isailović Stariji 1775. – 1777. godine. U Drugom svjetskom ratu crkva je preuređena u rimokatoličku.[nedostaje izvor]

## Šport
- NK Sremac Markušica, osnovan 1928.

## Vanjske poveznice
- Službene stranice